# Hoàng Văn Thụ, quận Hồng Bàng
Hoàng Văn Thụ là một phường thuộc quận Hồng Bàng, thành phố Hải Phòng, Việt Nam.

## Địa lý
Phường Hoàng Văn Thụ nằm ở phía đông nam quận Hồng Bàng, có vị trí địa lý:
- Phía đông giáp quận Ngô Quyền
- Phía tây giáp phường Hạ Lý và phường Phan Bội Châu
- Phía nam giáp quận Lê Chân
- Phía bắc giáp phường Minh Khai.

Phường Hoàng Văn Thụ có diện tích 0,45 km², dân số năm 2023 là 13.590 người, mật độ dân số đạt 30.200 người/km².

## Hành chính
Phường Hoàng Văn Thụ được chia thành 6 tổ dân phố: Đinh Tiên Hoàng, Hoàng Văn Thụ, Quang Trung 1, Quang Trung 2, Quang Trung 3, Trần Hưng Đạo.

## Lịch sử
Địa bàn phường Hoàng Văn Thụ hiện nay trước đây vốn là phường Quang Trung và phường Hoàng Văn Thụ thuộc quận Hồng Bàng.
Ngày 3 tháng 1 tháng 1981, Hội đồng Chính phủ ban hành Quyết định số 3-CP về việc đổi khu phố Hồng Bàng thành quận Hồng Bàng. Khi đó, phường Hoàng Văn Thụ và phường Quang Trung thuộc quận Hồng Bàng.
Trước khi sáp nhập, phường Hoàng Văn Thụ có diện tích 0,30 km², dân số là 5.440 người, mật độ dân số đạt 18.133 người/km², có 10 tổ dân phố. Phường Quang Trung có diện tích 0,15 km², dân số là 5.215 người, mật độ dân số đạt 34.767 người/km².
Ngày 10 tháng 1 năm 2020, Ủy ban Thường vụ Quốc hội ban hành Nghị quyết số 872/NQ-UBTVQH14 về việc sắp xếp các đơn vị hành chính cấp xã thuộc thành phố Hải Phòng (nghị quyết có hiệu lực từ ngày 1 tháng 2 năm 2020). Theo đó, sáp nhập toàn bộ 0,15 km² diện tích tự nhiên và 5.215 người của phường Quang Trung vào phường Hoàng Văn Thụ.
Sau khi sáp nhập, phường Hoàng Văn Thụ có 0,45 km² diện tích tự nhiên và quy mô dân số 10.655 người.
Ngày 20 tháng 7 năm 2022, HĐND TP. Hải Phòng ban hành Nghị quyết số 26/NQ-HĐND về việc:
- Thành lập tổ dân phố Quang Trung 1 trên cơ sở tổ dân phố Quang Trung, tổ dân phố Phan Bội Châu 1, tổ dân phố Phan Bội Châu 2, tổ dân phố Lý Thường Kiệt 3, một phần tổ dân phố Hoàng Văn Thụ 2.
- Thành lập tổ dân phố Quang Trung 2 trên cơ sở tổ dân phố Kỳ Đồng 1, tổ dân phố Kỳ Đồng 2, một phần của tổ dân phố Lý Thường Kiệt 2, một phần tổ dân phố Hoàng Văn Thụ 2.
- Thành lập tổ dân phố Quang Trung 3 trên cơ sở tổ dân phố Lý Thường Kiệt 1, tổ dân phố Phạm Bá Trực, tổ dân phố Trần Quang Khải 1 (Quang Trung Cũ), tổ dân phố Trần Quang Khải 2 (Quang Trung Cũ), một phần của tổ dân phố Lý Thường Kiệt 2, một phần của tổ dân phố Hoàng Văn Thụ 1, một phần của tổ dân phố Hoàng Văn Thụ 2.
- Thành lập tổ dân phố Đinh Tiên Hoàng trên cơ sở một phần của tổ dân phố Hoàng Văn Thụ 2, một phần của tổ dân phố Trần Hưng Đạo, một phần của tổ dân phố Phan Chu Trinh, một phần của tổ dân phố Đinh Tiên Hoàng 2, một phần của tổ dân phố Trần Quang Khải 1 (Hoàng Văn Thụ cũ).
- Thành lập tổ dân phố Trần Hưng Đạo trên cơ sở tổ dân phố Minh Khai, tổ dân phố Trần Quang Khải 2 (Hoàng Văn Thụ cũ), một phần của tổ dân phố Phan Chu Trinh, một phần của tổ dân phố Trần Hưng Đạo, một phần của tổ dân phố Trần Quang Khải 1 (Hoàng Văn Thụ cũ), một phần của tổ dân phố Lê Đại Hành.
- Thành lập tổ dân phố Hoàng Văn Thụ trên cơ sở tổ dân phố Đinh Tiên Hoàng 1, một phần của tổ dân phố Hoàng Văn Thụ 1, một phần của tổ dân phố Đinh Tiên Hoàng 2, một phần của tổ dân phố Trần Quang Khải 1 (Hoàng Văn Thụ cũ), một phần của tổ dân phố Lê Đại Hành.

## Văn hóa
Trên địa bàn phường có 5 trung tâm văn hóa lớn của thành phố Hải Phòng: Nhà hát lớn Hải Phòng, Rạp 1/5, Nhà hát tháng Tám, Nhà văn hóa trung tâm, Nhà thờ lớn - trung tâm giáo phận miền duyên hải.